# شمس الدين الجويني
شمس الدين الجويني (الفارسية: شمس‌الدین جوینی) كان رجل دولة فارسيًا وعضوًا في عائلة الجويني. كان شخصية مؤثرة في السياسة الإلخانية المبكرة، حيث عمل صاحب ديوان (وَزير المالية [الإنجليزية]) تحت حكم أربعة من الإلخانات المغول: هولاكو، وأباقا، وتكودر، وأرغون خان. في عام 1284، اتهم أرغون شمس الدين بتسميم الإلخان أباقا، الذي ربما مات بالفعل بسبب آثار إدمان الكحول؛ وأُعدم شمس الدين واستُبدل بالوزير بُوقا. كان شمس الدين قائدًا سياسيًا وعسكريًا ماهرًا، كما كان معروفًا برعايته للفنون. وكان الموسيقار صفي الدين الأرموي من بين الذين دعمهم.

## الخلفية
كان شمس الدين من مواليد جوين في خراسان، وكان ينتمي إلى عائلة جوين التي تحمل نفس الاسم، وهي عائلة فارسية من المسؤولين والعلماء، الذين ادعوا أنهم ينحدرون من الفضل بن الربيع (ت. 823/4)، الذي شغل مناصب عليا في عهد الخليفة العباسي هارون الرشيد (حكم 786–809 م). عملت العائلة سابقًا لصالح إمبراطوريتي السلاجقة والخوارزميين قبل أن تخدم إمبراطورية المغول ودولتها المنفصلة، الإلخانات. والد شمس الدين، بهاء الدين محمد، في الأصل مسؤول عند خوارزمشاه الأخير، جلال الدين منكبرتي (حكم 1220-1231 م). بدأ العمل لدى الحاكم المغولي (البَاشق [الإنجليزية]) لخراسان ومازندران، تشين تيمور، فأصبح صاحب ديوانه في عام 1235 م، وهو المنصب الذي شغله حتى وفاته في عام 1253/4.
وكان شمس الدين أيضًا الأخ الأصغر للمؤرخ عطا ملك الجويني، الذي كتب كتاب تاريخ جهنجوشاي ("تاريخ فاتح العالم"). تُعرف عائلته عمومًا على أنها من أكبر العائلات السنية الشافعية مثل جدها أبي المعالي الجويني.

## السيرة
في عام 1263، عيَّن هولاكو خان (حكم. 1256–1265 م) شمس الدين صاحب ديوانه. ربما كان السبب وراء نفوذه المتزايد هو صداقته مع نصير الدين الطوسي، العالم الشهير والمستشار المقرب لهولاكو، وزواجه من ابنة حاكم خراسان المغولي، أرغون آغا. وسرعان ما ازداد نفوذ شمس الدين بشكل أكبر؛ حيث حصل على ولاية تبريز ولعب دورًا بارزًا في إعادة بناء إيران، التي عانت كثيرًا من الغزو المغولي. قام ببناء جسر في أذربيجان وسد بالقرب من ساوة، وأعاد بناء المساجد في العراق، ودعم فتح ممرات الحج. كما شارك شمس الدين في اتخاذ القرارات العسكرية، فأعطى تعليماته لابن هولاكو وخليفته أباقا (حكم 1265-1282 م) قبل معركة هرات عام 1270 ضد خانية جغتاي، وفي وقت لاحق في عام 1277 كان قائدًا لجيش شارك في حملة أباقا إلى الأناضول، حيث حرر جيش أباقا القرى والمدن الإسلامية في الأناضول. كما اصطدم أيضًا بالقبائل القوقازية عند عودته إلى إيران.

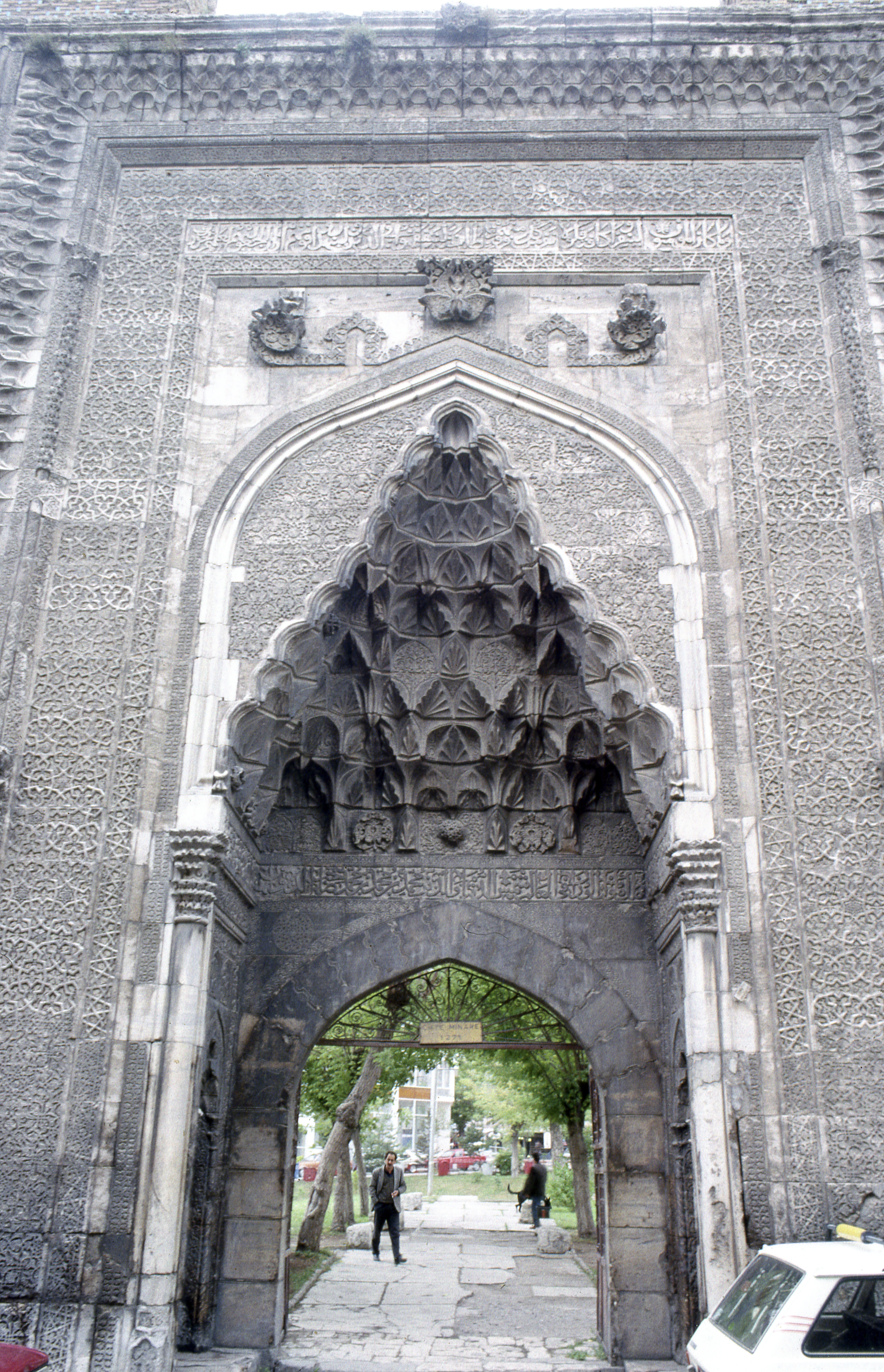
قام شمس الدين الجويني بتكليف مدرسة تشيفت ميناريلي في سيواس، بالأناضول ، في عام 670 هـ (1271-1272 م).

كان شمس الدين أيضًا مرتبطًا ارتباطًا وثيقًا بدول الإلخانيين المحلية، مثل الكرتيين في هرات، والقتلوغ خانيد في كرمان، والسلغوريين في فارس، والهزارسبيين في لورستان. لقد احتفظ بالبيروقراطيين الإيلخانيين في كل مملكة، وكان لديه ممثل مسؤول عن تجديد منطقة يزد. علاوة على ذلك، فقد زاد أيضًا من نفوذ وسلطة عائلته من خلال منحهم مناصب داخل البلاد؛ حيث تم تعيين ابنه الأكبر بهاء الدين محمد حاكمًا على عراق العجم، بينما تم تعيين ابنه الآخر، شرف الدين هارون الجويني، حاكمًا على الأناضول. وكان شقيق شمس الدين الأكبر عطا ملك الجويني قد حصل بالفعل على ولاية العراق في عام 1259 قبل صعود الأخير.
خلال فترة عمله كصاحب ديوان، جمع شمس الدين مبلغًا كبيرًا من الإيرادات، بشكل رئيس في الأراضي، ولكن أيضًا من خلال الاستثمارات القابلة للتسويق في هرمز، والتي أفادت بشكل كبير شمس الدين وشريكه سنجق، الذي شغل منصب الوزير المشترك تحت حكم أباقا. وقد أدت مسيرة شمس الدين المهنية المرموقة إلى الكثير من الاستياء؛ ففي عام 1277، اتهم تلميذه السابق مجد الملك يزدي شمس الدين وعطا ملك الجويني بالتعاون سرًّا مع سلطنة المماليك في مصر، الأمر الذي ثبت فشله بسبب عدم وجود أدلة. ومع ذلك، بعد ثلاث سنوات، قام مجد الملك بمحاولة أكثر نجاحًا؛ حيث لم يكتفِ مرة أخرى باتهام الإخوة بالتعاون مع المماليك، بل وسرقة مبالغ ضخمة من الثروات من الخزانة. وبينما تمكن شمس الدين من تجنب العقاب بمساعدة أرملة هولاكو، تم القبض على شقيقه عطا مالك، ولكن تم إطلاق سراحه في أواخر عام 1281 بسبب تدخل الأمراء والأميرات المغول، ليعود إلى السجن بعد بضعة أشهر بسبب تعرضه لمزيد من الاتهامات. كما أدت الاتهامات الموجهة إلى شمس الدين إلى قيام أباقا بتعيين مجد الملك وزيرًا مشتركًا له، مما قلل بشكل كبير من سلطة شمس الدين.
بعد وفاة أباقا في عام 1282، نشب صراع أسري بين شقيقه الأصغر تيكودر وابنه أرغون.
تزوج الجويني من الأميرة الأرمنية خوشاك زكريان عام 1269. التي كانت ابنة أفاج زاكاريان، رئيس شرطة [الإنجليزية] جورجيا، ووالدتها هي غفانتسا، وهي امرأة نبيلة أصبحت فيما بعد ملكة جورجيا. كان لدى الجويني وخوشاك فتاة اسمها كواندزه، تزوجت من الأمير الأرمني شاهنشاه الثاني زاكاريان، ولها ولدين هما زكاري وأتابك.